# 宝来町 (名古屋市)
宝来町は、愛知県名古屋市港区の地名。

## 歴史

### 沿革
- 1925年（大正14年）4月1日 - 南区築地の一部により、同区宝来町が成立[2]。
- 1937年（昭和12年）10月1日 - 港区編入により、同区宝来町となる[2]。
- 1938年（昭和13年） - 築地神社創建[3]。
- 1973年（昭和48年）10月20日 - 一部が港区名港一丁目・千鳥一丁目・千鳥二丁目にそれぞれ編入される[2]。
- 1974年（昭和49年）12月9日 - 残部が港区浜一丁目に編入され消滅[2]。